# 中国机械对外经济技术合作
中國機械對外經濟技術合作總公司，國機集團旗下公司。
总部位于中国北京市，是在1980年成立。
其主要承包工程、成套设备的出口与合作生产等业务。
在1997年，已被國機集團收購。